# Convención de Londres (1786)
La Convención de Londres, también conocida como la Convención anglo-hispana, fue un acuerdo negociado entre el Reino de Gran Bretaña y el Imperio español sobre el estatus de los asentamientos británicos en Mosquitia. Fue firmado el 14 de julio de 1786.
Según los términos del Tratado de París (1783) que puso fin a la Guerra de Independencia de los Estados Unidos e incluía a España como signataria, los asentamientos británicos en el «continente español» debían ser evacuados, empleando un lenguaje similar al usado en el Tratado de París (1763) que terminó la Guerra de los Siete Años. Los colonos británicos en la zona resistieron la implementación del acuerdo de 1783, al observar (como lo habían hecho después del tratado de 1763) que los españoles nunca habían controlado realmente la región y que, por tanto, no pertenecía al «continente español». Después de que ambos bandos aumentaran las actividades militares en el área del asentamiento de Black River, donde vivía la mayor parte de los colonos británicos, se decidió entablar negociaciones para resolver el asunto. 
En el acuerdo firmado el 14 de julio de 1786, Gran Bretaña acordó evacuar todos los asentamientos británicos de Mosquitia. A cambio, España acordó expandir el territorio disponible para los leñadores británicos en la península de Yucatán y permitirles talar caoba y otras maderas nobles que estaban aumentando en valor. A pesar de la oposición de los colonos de Mosquitia, el acuerdo fue implementado y los británicos evacuaron a más de dos mil personas. La mayor parte se dirigió a La Baliza (actual Belice) aunque otros fueron reubicados en las colonias de Jamaica, Gran Caimán o Roatán (actual Honduras). El control del asentamiento de Rio Tinto (departamento de Gracias a Dios, Honduras) fue entregado formalmente a los españoles el 29 de agosto de 1787 por el nieto de su fundador, William Pitt.